# Santa Teresa (Nowy Meksyk)
Santa Teresa – jednostka osadnicza w Stanach Zjednoczonych, w stanie Nowy Meksyk, w hrabstwie Doña Ana.